# Валени (Паушешти)
Валени (рум. Văleni) насеље је у Румунији у округу Валча у општини Паушешти. Oпштина се налази на надморској висини од 331 m.

## Становништво
Према подацима из 2002. године у насељу је живело 275 становника, од којих су сви румунске националности.